# Nicolino Calyo
Nicolino Calyo fue un pintor italiano del siglo XIX.

## Biografía

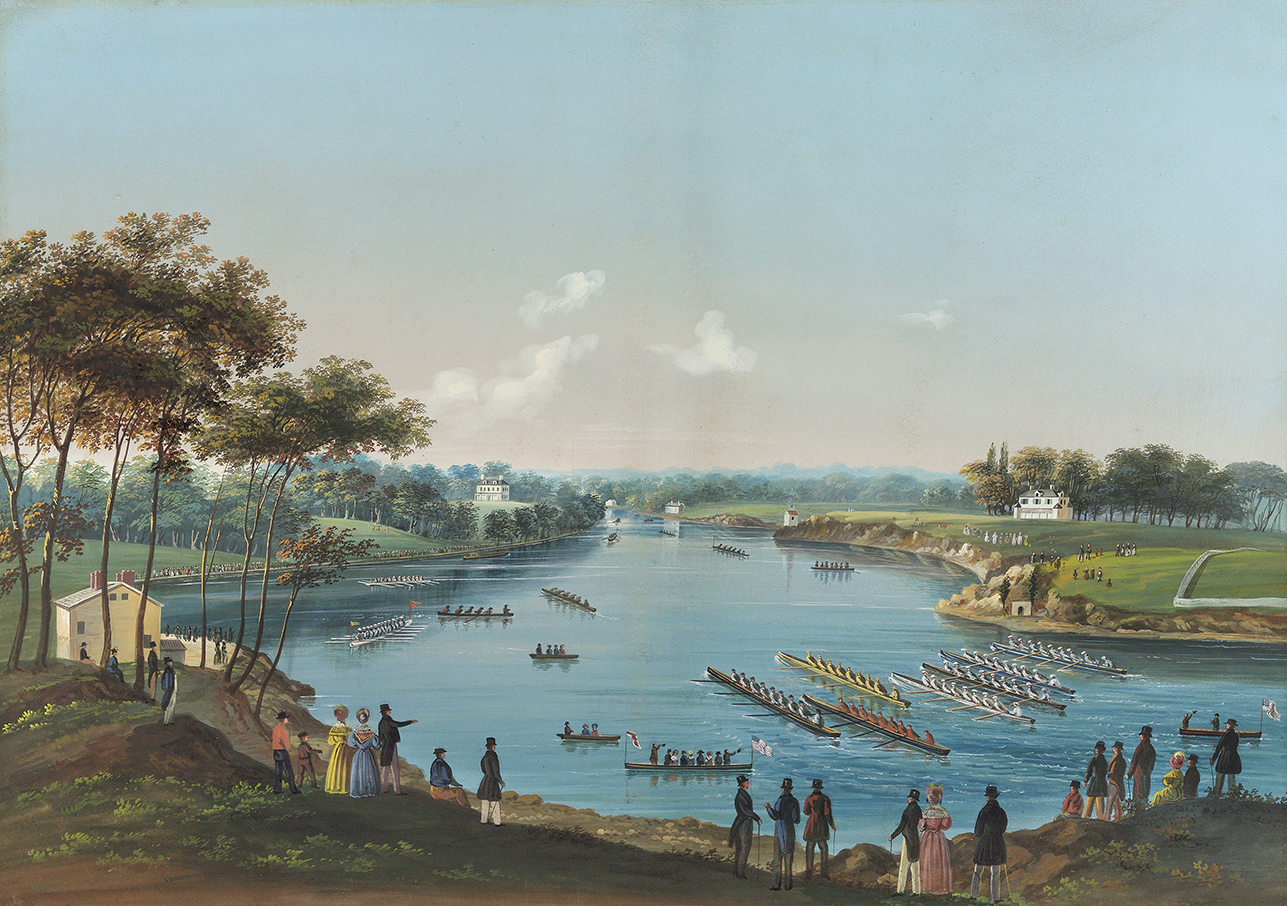
The First Schuylkill Regatta (c. 1835)

Como pintor, fue autor de las numerosas vistas de un diorama con que recorrió las principales ciudades de Europa. Durante su residencia en España copió del natural, entre otras, una vista general de Sevilla tomada desde el barrio de Triana, otra de Gibraltar, otra de la carrera del Genil en Granada y el Interior del patio de los Leones en la Alhambra. En 1854 expuso las obras citadas, junto con otras de su numerosa colección, en el Ministerio de Fomento de España; la prensa madrileña y de otros lugares del país elogió su trabajo.